# Porandra microphylla
Porandra microphylla là một loài thực vật có hoa trong họ Commelinaceae. Loài này được Y.Wan miêu tả khoa học đầu tiên năm 1986.